# ホワイト・ライト/ホワイト・ヒート
『ホワイト・ライト/ホワイト・ヒート』（White Light/White Heat）は、ヴェルヴェット・アンダーグラウンドが1968年に発表した2作目のスタジオ・アルバム。ルー・リードと共に結成の中心メンバーだったベーシストのジョン・ケイルが参加した最後のスタジオ・アルバムでもある。
『ローリング・ストーン』誌が選んだ「歴代最高のアルバム500選」において272位に選ばれている。

## 概要

### 背景
前作『ヴェルヴェット・アンダーグラウンド・アンド・ニコ』のセールス面で失敗に終わった後、彼等は1967年のほとんどをツアーに費やし、本作の内容に繋がるノイジーな即興演奏を披露した。
ツアー後、前作のプロデューサーで発表後から関係が悪化していたアンディ・ウォーホルと袂を分かち、ウォーホルが連れて来たニコとも離別した。そして所属していたヴァーヴ・レコードの親会社であるMGMレコードの東部A&Rの部長トム・ウィルソンを新たなプロデューサーに迎えた。

### 内容
性転換について歌った「レディ・ゴダイヴァズ・オペレイション」や、ドラッグ使用に伴う幻覚症状についてのタイトル曲「ホワイト・ライト/ホワイト・ヒート」など、性やドラッグに踏み込んだ前作より更に過激度、暴力性が増した内容となっている。現代音楽に造詣が深いジョン・ケイル色が強く出た、極めて実験的なアルバムである。

## 収録曲
作詞はルー・リードによる。
| #         | タイトル                                                           | 作詞      | 作曲                                                                     | リード・ヴォーカル           | 時間 |
| --------- | ------------------------------------------------------------------ | --------- | ------------------------------------------------------------------------ | ---------------------------- | ---- |
| 1.        | 「ホワイト・ライト/ホワイト・ヒート (White Light/White Heat)」     |           | ルー・リード                                                             | ルー・リード                 | 2:47 |
| 2.        | 「ザ・ギフト (The Gift)」                                          |           | ルー・リード、スターリング・モリソン、ジョン・ケイル、モーリン・タッカー | ジョン・ケイル               | 8:18 |
| 3.        | 「レディ・ゴダイヴァズ・オペレイション (Lady Godiva’s Operation)」 |           | ルー・リード                                                             | ジョン・ケイル、ルー・リード | 4:56 |
| 4.        | 「ヒア・シー・カムズ・ナウ (Here She Comes Now)」                  |           | ルー・リード、スターリング・モリソン、ジョン・ケイル、モーリン・タッカー | ルー・リード                 | 2:04 |
| 合計時間: | 合計時間:                                                          | 合計時間: | 合計時間:                                                                | 18:05                        |      |

| #         | タイトル                                                                | 作詞      | 作曲                                                                     | リード・ヴォーカル | 時間  |
| --------- | ----------------------------------------------------------------------- | --------- | ------------------------------------------------------------------------ | ------------------ | ----- |
| 1.        | 「アイ・ハード・ハー・コール・マイ・ネーム (I Heard Her Call My Name)」 |           | ルー・リード                                                             | ルー・リード       | 4:38  |
| 2.        | 「シスター・レイ (Sister Ray)」                                         |           | ルー・リード、スターリング・モリソン、ジョン・ケイル、モーリン・タッカー | ルー・リード       | 17:28 |
| 合計時間: | 合計時間:                                                               | 合計時間: | 合計時間:                                                                | 22:06              |       |

## パーソネル
ヴェルヴェット・アンダーグラウンド
- ルー・リード
- ジョン・ケイル
- スターリング・モリソン
- モーリン・タッカー

技術スタッフ
- ゲイリー・ケルグレン – レコーディング・エンジニア
- ボブ・ラドウィック – マスタリング
- ヴァル・ヴァレンティン – エンジニアリング・ディレクター
- トム・ウィルソン – プロデュース